# 宾夕法尼亚美术学院
宾夕法尼亚美术学院（Pennsylvania Academy of the Fine Arts；缩写：PAFA）是美国宾夕法尼亚州费城的一所博物馆和私立美术学校。它成立于1805年，是美国第一家艺术博物馆和艺术学校。该学院的博物馆以收藏19世纪和20世纪的美国绘画、雕塑和纸上作品而知名。

## 历史

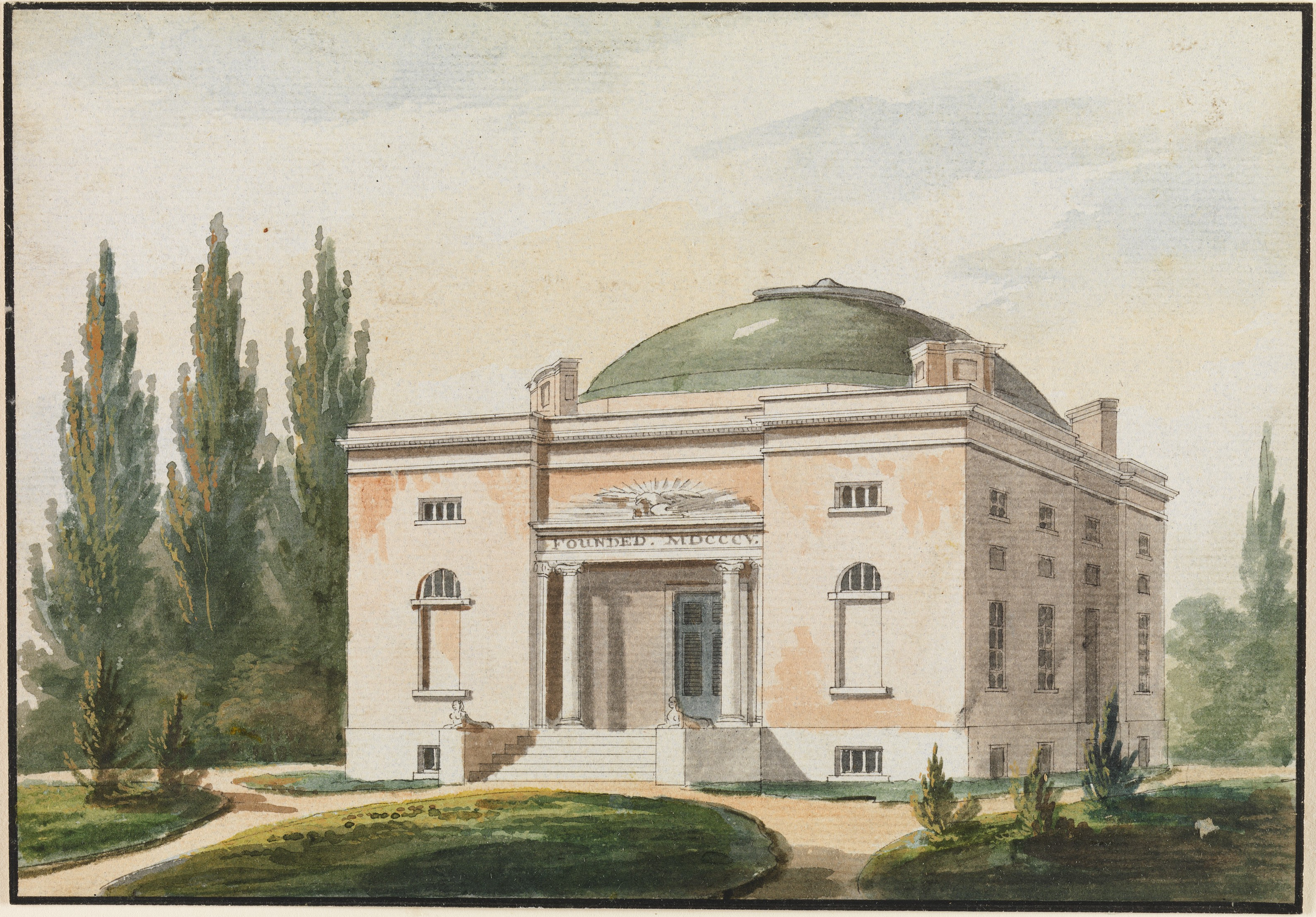
1806年的学院建筑

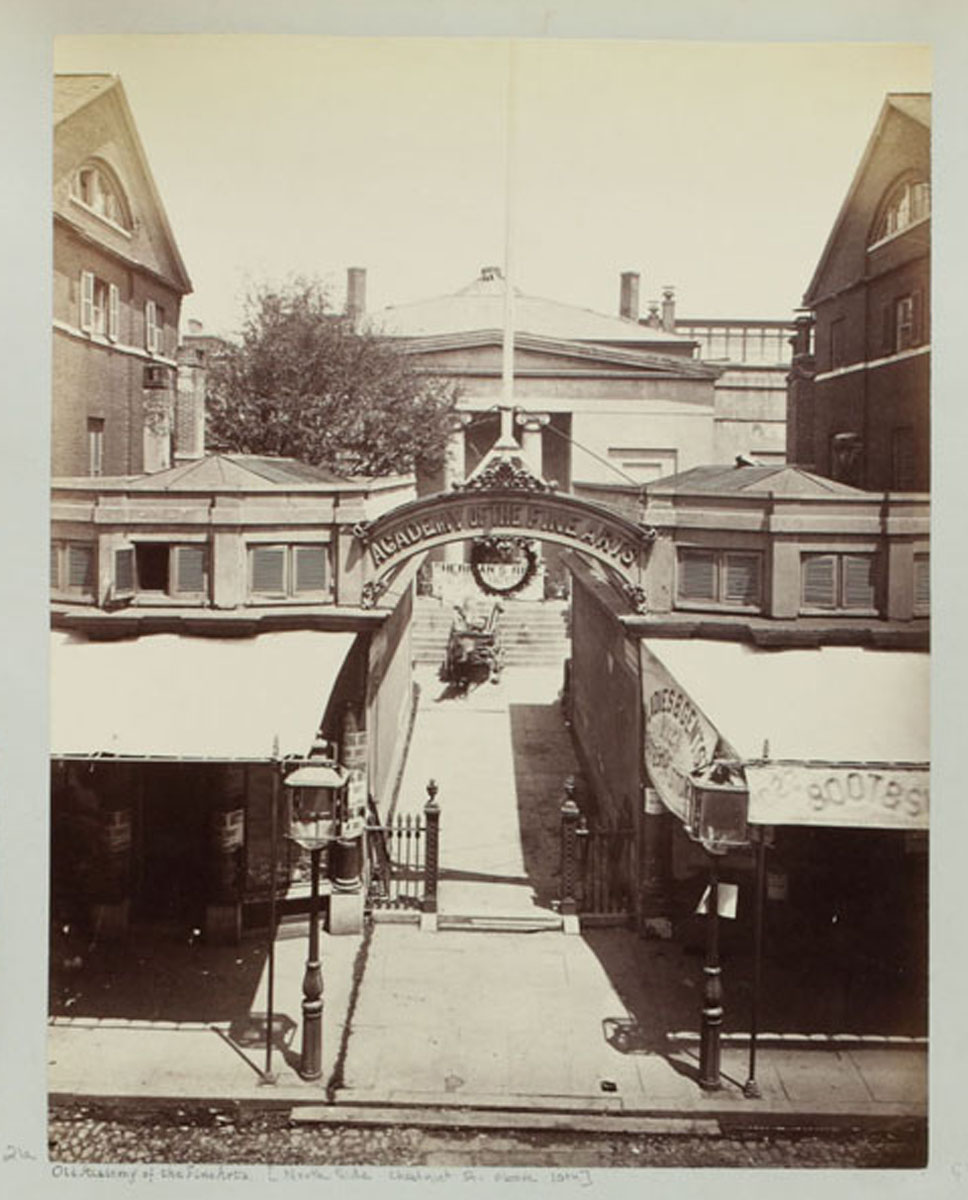
1845年的建筑，照片摄于1870年

宾夕法尼亚美术学院由画家兼科学家查尔斯·威尔逊·皮尔、雕塑家威廉·拉什以及其他艺术家和商界领袖于1805年创立。1845年学院发生大火，不得不重建。
2005年，该学院获得国家艺术奖章。